# Picris hieracioides
Picride fausse épervière
Espèce
Classification phylogénétique
Statut de conservation UICN

 LC  : Préoccupation mineure
La Picride fausse épervière ou Picris fausse épervière (Picris hieracioides L.) est une espèce de plante à fleurs de la famille des astéracées, de la sous-famille des Cichorioideae (syn.Lactucoidea) et de la tribu des Cichorieae (syn. Lactuceae).

## Description
- Plante herbacée rameuse à la tige feuillée haute de 30 à environ 100 cm
- Feuilles allongées sinuées, dentées ou entières, pubescentes.
- Les bractées extérieures sont demi-étalées. Les languettes du pourtour sont rougeâtre dessous[1].
- Feuilles luisantes, embrassant la tige en pointe sagittée[1].
- Floraison de juillet à octobre.

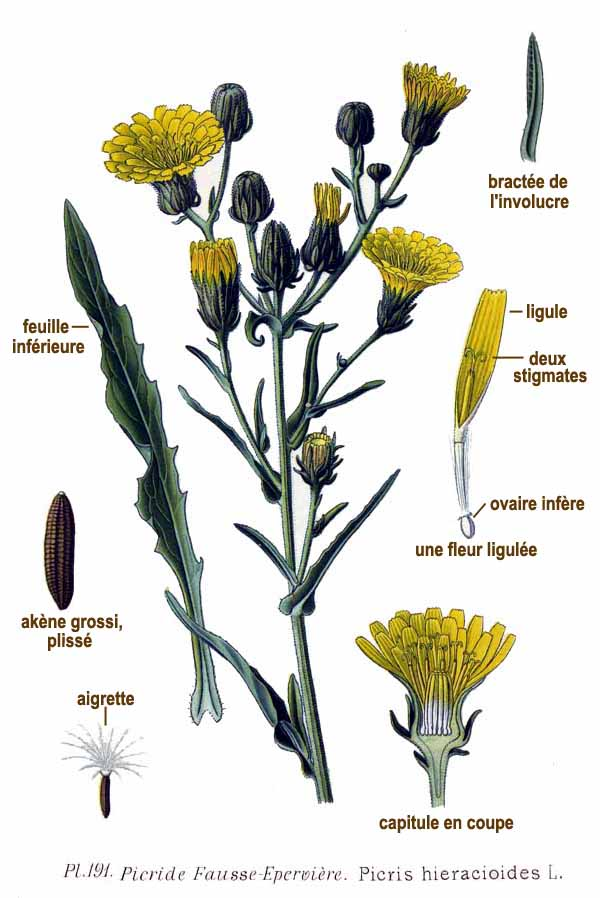
Caractéristiques.
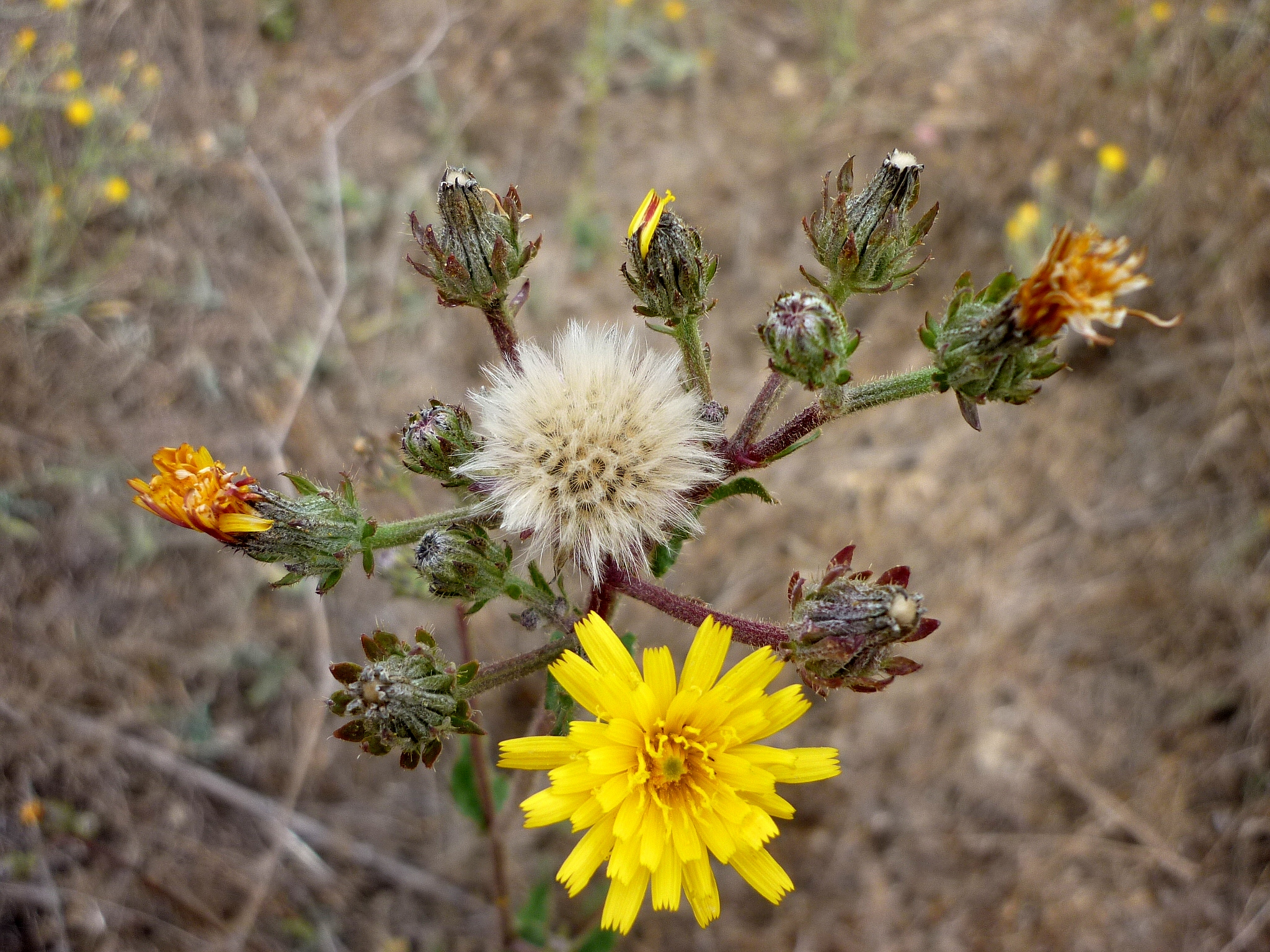
Inflorescence.
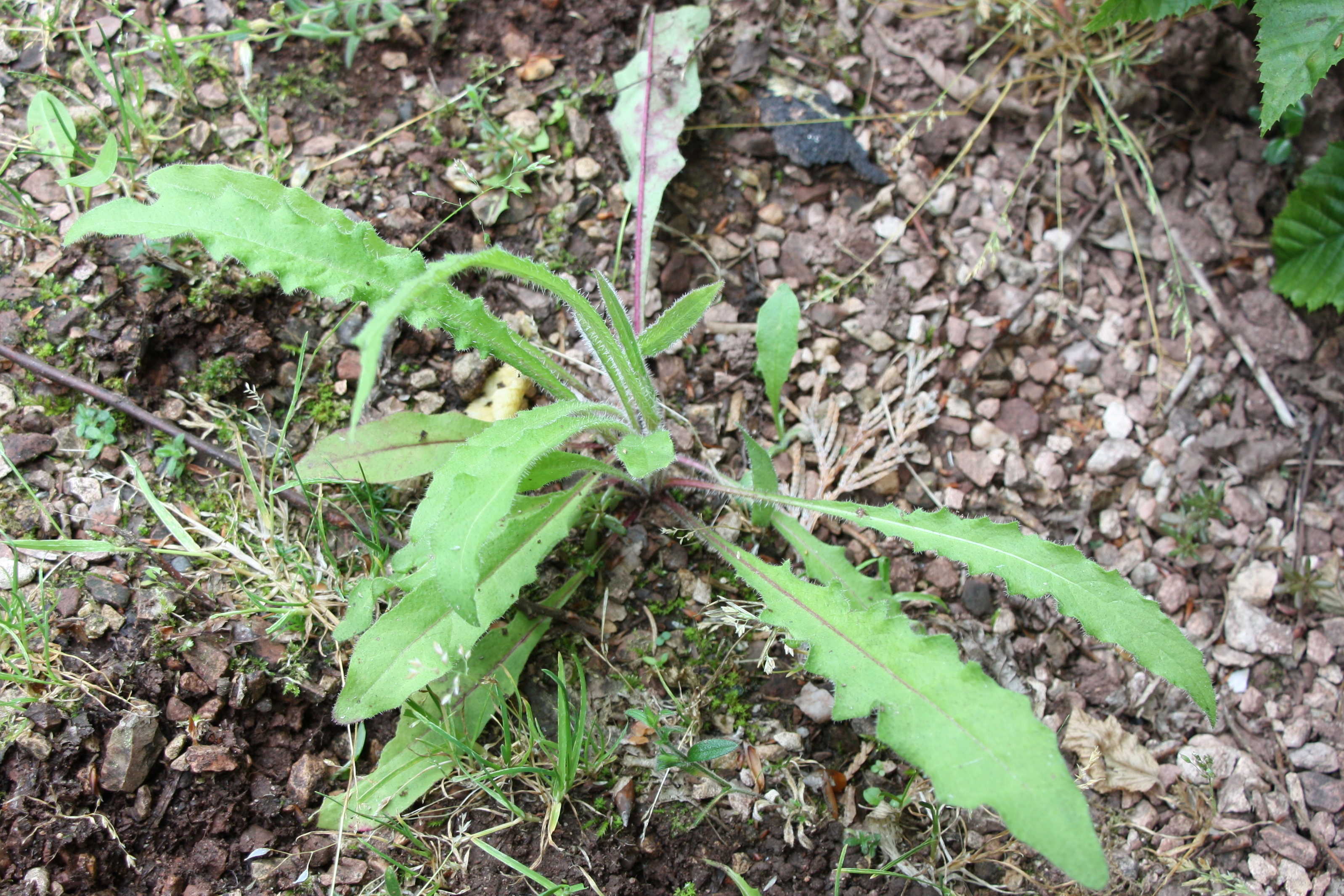
Rosette basale.
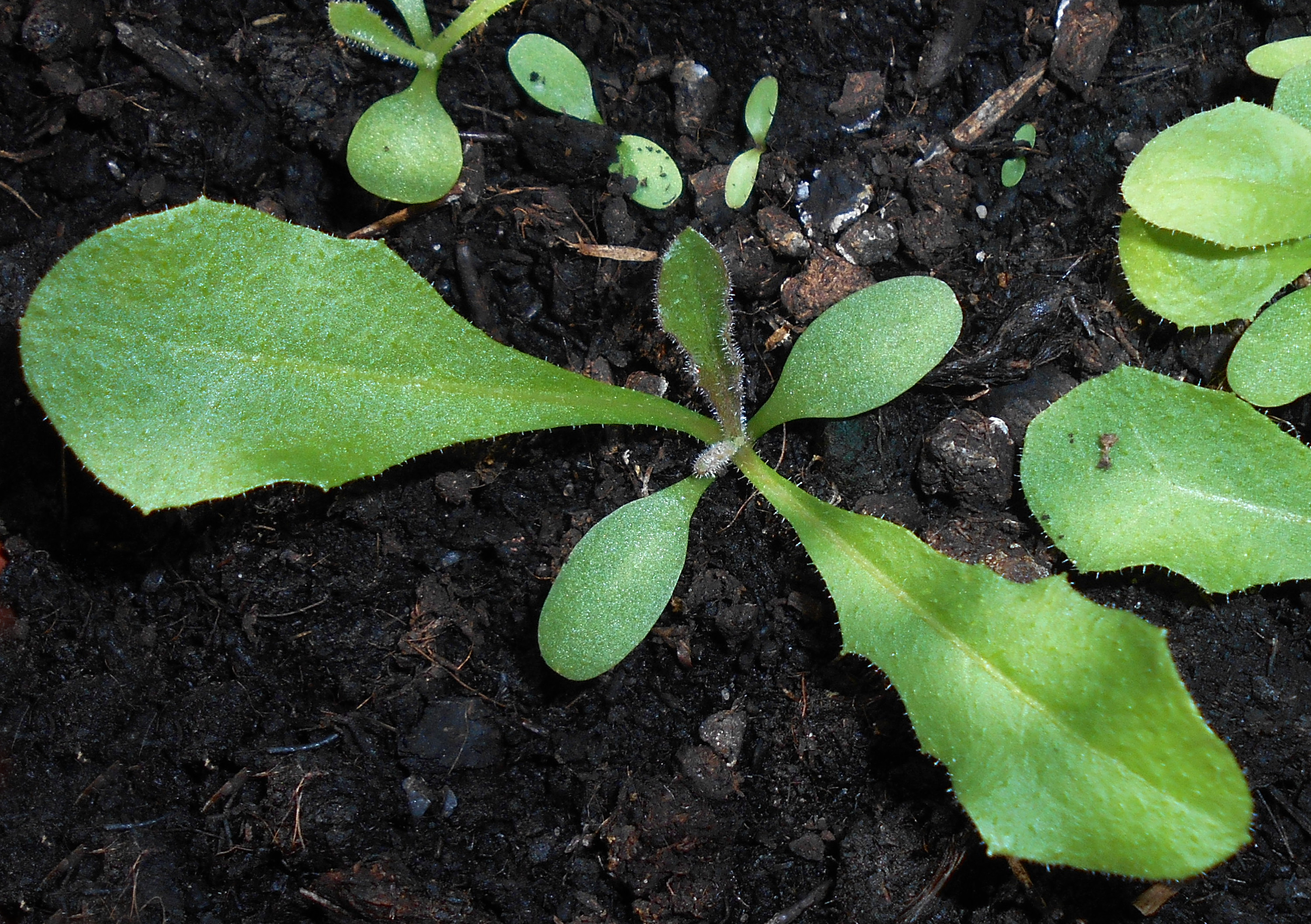
Plantule.

L'espèce est fréquemment confondue avec la Picride Fausse Vipérine (Helminthotheca echioides) qui s'en distingue notamment en examinant la forme de l'involucre, la partie verte située sous le capitule.

## Habitat
Cultures, friches, bords de chemins, prés.

## Répartition
Europe médiane et méridionale. Espèce à l'origine considérée comme peu fréquente en France mais dont l'aire semble s'étendre vers l'Est de l'Europe où elle devient adventice.

## Utilisation culinaire
Elle est désignée par certains jardiniers comme étant une « mauvaise herbe », car elle pousse au milieu des pelouses. Cependant, son goût tendant vers le sucré lui confère un usage culinaire. Elle peut s'utiliser seule ou accompagnée d'autres plantes spontanées. Si les feuilles sont excessivement duveteuses, on pourra les faire bouillir avec des pommes-de-terre, ou les sauter à la poêle.

## Littérature
Jean-Jacques Rousseau indique qu'il en trouva à Ménilmontant dans Les Rêveries du promeneur solitaire.